# Сельчук
Сельчук (тур. Selçuk) — город и сельский район в Турции.

## География
Город Сельчук находится на крайнем западе Турции, в южной части ила Измир, в 75 километрах к югу от Измира. Районный административный центр. Ранее носил название Айясолук, происходившее от византийской крепости Агиос Феологос (в честь апостола св. Иоанна Богослова, который, как считается, скончался на холме Айясолук). В 1914 году, по указанию правивших Османской империей младотурок город был переименован в Сельчук.

## История
Как торговый и портовый город Айясолук стал наследником пришедшего в упадок соседнего Эфеса. Входил в состав Византии, в течение короткого времени находился под властью захвативших его в 798 году арабов. После битвы при Манцикерте был занят сельджуками Алп-Арслана, которых в 1097 году разбили в битве при Дорилее и изгнали византийцы совместно с крестоносцами. В 1304 году вновь захвачен тюрками. Входит в состав бейлика Айдыногуллары. В 1333 году город посещает путешественник Ибн Баттута, оставивший красочное его описание. Это было время экономического расцвета Айясолука, в котором тогда находились консулы Генуи и Венеции. В 1391 году, при султане Баязиде I город подчинен турками-османами. После разгрома османов войсками Тимура в начале XV века он возвращается под власть Айдына. В 1425 году, при султане Мураде II он окончательно входит в состав Османской империи. В связи с отступлением моря и изменением русла реки Меандр город потерял своё значение порта.

## Достопримечательности
Город Сельчук, возведённый из остатков расположенного рядом с ним древнего Эфеса, богат историческими и религиозными памятниками и древностями. В VI веке императором Юстинианом I, на месте погребения апостола Иоанна Богослова, возводится одно из крупнейших сооружений Византии — базилика Святого Иоанна, просуществовавшая в великолепном состоянии вплоть до захвата города сельджуками в XI веке.
На холме над городом возвышается византийская Сельчукская крепость, также возведённая в VI веке. К XIV веку относится построенная в Сельчуке величественная мечеть Иса-бея.
В городе также расположены музей древностей Эфесский музей (Сельчук) и железнодорожный музей с интересной выставкой старинных моделей паровозов.

## Население
По итогам переписи населения 2014 года, население города достигло 35 тыс. 281 чел..

## Города-побратимы
- Кобулети (Грузия)

## Галерея
- Мечеть Иса-бея
- Руины храма Артемиды
- Вид на Сельчук и базилику св. Иоанна
- Домик Богоматери Марии